# Herzog-von-Braunschweig-Kaserne
Die Herzog-von-Braunschweig-Kaserne im ostwestfälischen Minden (Nordrhein-Westfalen) ist eine Liegenschaft der Bundeswehr, in der 650 Soldaten, die meisten davon vom Panzerpionierbataillon 130 (PzPiBtl 130), stationiert sind.

## Standort
Die Kaserne liegt drei Kilometer westlich des Mindener Stadtzentrums im Ortsteil Rodenbeck nördlich der Bundesstraße 65 an der Wettinerallee. Die westliche und nördliche Kasernengrenze bildet der Kleinfluss Bastau.
Die Kaserne verfügt über mehrere Unterkunfts- und Stabsgebäude, ein Wirtschaftsgebäude, ein Kasino, einen Sanitätsbereich, eine Wache, einen technischen Bereich mit Instandsetzungshalle, einen Sportplatz, einen Tennisplatz, einen Hubschrauberlandeplatz und eine Hindernisbahn.
Zu den von den Truppenteilen der Kaserne genutzten Standortanlagen gehören der drei Kilometer ostwärts liegende, 23,5 Hektar große Pionierübungsplatz Wasser an der Weser, der sechs Kilometer südostwärts befindliche, 51,2 Hektar umfassende Pionierübungsplatz Land in Porta Westfalica-Lerbeck und in achteinhalb Kilometer Entfernung die Standortschießanlage im niedersächsischen Bückeburg, Ortsteil Cammer. Letztere wird auch vom Internationalen Hubschrauberausbildungszentrum in Bückeburg genutzt.  Neuneinhalb Kilometer nördlich war die Standortmunitionsniederlage 352/1 (StOMunNdlg 352/1; 1971–1994) im Heisterholz in Petershagen, sieben Kilometer ostwärts die Standortmunitionsniederlage 352/2 (StOMunNdlg 352/2; 1981–1994) in Porta Westfalica-Nammen. Zudem wird der Standortübungsplatz in Hille-Wickriede genutzt. Dreieinhalb Kilometer nördlich befindet sich die ehemals militärisch genutzte Liegenschaft „Gut Denkmal“.
Neben der Kaserne ist eine Außenstelle des Bundeswehr-Dienstleistungszentrums Augustdorf.
Der Bataillonskommandeur des in der Kaserne stationierten Panzerpionierbataillons 130, Oberstleutnant Stefan Klein, ist Standortältester des Standortes Minden. Kasernenkommandant ist der stellvertretende Bataillonskommandeur, Oberstleutnant Jörg Friedland.

## Namensgebung
Benannt wurde die Kaserne nach Ferdinand von Braunschweig-Wolfenbüttel, Herzog von Braunschweig und Lüneburg. Während des Siebenjährigen Krieges stand er als Oberbefehlshaber an der Spitze der alliierten Truppen, die am 1. August 1759 in der Schlacht bei Minden einen Sieg über das französisch-kurfürstlich-sächsische Heer errang.

## Geschichte
Die Stadt Minden blickt auf eine lange Geschichte als Garnisons- und Festungsstadt zurück. 1956 erfolgt der Neubau der Herzog-von-Braunschweig-Kaserne auf dem Gelände des ehemaligen „Gut Rodenbeck“, und 1959 wurde Minden Standort der Bundeswehr.
Von 1970 bis 1978 war der Pionierspezialsperrzug 100 in der Kaserne stationiert. 1978 wurde er in eine Kompanie umgewandelt und ein Jahr später in das Pionierbataillon 110 eingegliedert. Er hatte den Auftrag, auf Ebene des I. Korps, taktische Kernwaffen, die Atomic Demolition Munitions zu verlegen und zum Einsatz zu bringen.
Seit 1980 befindet sich hier das Denkmal des Hannoverschen Ingenieur Corps und des Hannoverschen Pionier-Bataillons No. 10.
Am 13. Juni 2014 wurde die „Militärgeschichtliche Sammlung Herzog-von-Braunschweig-Kaserne“ in der Kaserne eröffnet. Seit dem 15. Oktober 2014 ist der britische 23. amphibische Pionierzug (23 Amphibious Engineer Squadron) aus Hameln mit 57 Soldaten und fünf Zivilangestellten unter Führung eines Hauptmanns in der Kaserne stationiert. Seit Anfang 2016 wurde die militärische Wache in der Kaserne durch zivile Wachkräfte ersetzt. Am 7. Juli 2018 fand in der Kaserne ein Tag der offenen Tür statt.

## Dienststellen
Folgende Dienststellen sind oder waren in der Kaserne stationiert:
aktuell:
- Deutsch/Britisches Pionierbrückenbataillon 130 (DEU/GBR PiBrBtl 130), seit 1. Oktober 2021, inklusive der 23. amphibischen Pionierkompanie (UK)[12]
- BWI Informationstechnik GmbH Minden
- Evangelisches Militärpfarramt Minden
- Freiwillige Reservistenarbeit Minden
- Verband der Reservisten der Deutschen Bundeswehr Minden
- Unterstützungspersonal Standortältester Minden

historisch:
- Korpspionierkommandeur 1 (1959–1972; Umbenennung in PiKdo 1)
- Pionierkommando 1 (1972–1986; Verlegung nach Münster; 1990–1993; Umgliederung in PiBrig 20)
- Pionierbrigade 100 (2002–2007; Umgliederung in PiRgt 100)
- Pionierbrigade 20 (1993–2002; Umgliederung Teile in PiBrig 100)
- Pionierbrigade 40 (1993–2003)
- Pionierregiment 100 (2007–2015)
  - Stabskompanie Pionierregiment 100
- Pionierbataillon 110 (vormals: schweres Pionierbataillon 110; Pionierbataillon 1)
- Amphibische Pionierkompanie 101 (gingen im heutigen PzPiBtl 130 auf)
- Amphibische Pionierkompanie 102 (gingen im heutigen PzPiBtl 130 auf)
- Ausbildungskompanie 6/I
- Luftlandepionierkompanie 270 (1982–1992)
- Panzerpionierkompanie 30
- Panzerpionierbataillon 130 (PzPiBtl 130), 2021 Umgliederung in Deutsch/Britisches Pionierbrückenbataillon (DEU/GBR PiBrBtl 130)
- Pionierausbildungskompanie 563
- Pionierspezialsperrkompanie 100 (1978–1979; Eingliederung in PiBtl 110; 1970–1978 Pionierspezialsperrzug 100)
- Schwimmbrückenkompanie 101 (1959–1966; Umgliederung in 5./sPiBtl 110)
- Fernmeldesektor 304
- Fernmeldedienstgruppe 324/21
- Festes Fernmeldezentrum der Bundeswehr 324/211
- Festes Fernmeldezentrum der Bundeswehr 334/901
- Kraftfahrausbildungszentrum Minden (1994–2009)
- Sanitätsstaffel Minden
- Sanitätszentrum Bückeburg Teileinheit Minden
- Wallmeistertrupp 352/1; 352/2; 352/3
- Pionierbrückenbataillon 160 (Geräteeinheit; 1993–2002)
- Schwimmbrückenbataillon 160 (Geräteeinheit) (1971–1993; nur die 2. Kompanie war aktiv)
- schweres Pionierbataillon 160 (Geräteeinheit; 2002–2008)
- Sanitätsbataillon 802 (Geräteeinheit)
- Feldersatzkompanie Pionierbrigade 100 (Geräteeinheit)
- Feldersatzkompanie Pionierbrigade 20 (Geräteeinheit)
- Feldersatzkompanie Pionierbrigade 40 (Geräteeinheit)
- Technische Pionierkompanie 200 (Geräteeinheit)